# Sue-Ellen Case
Sue-Ellen Case (née en 1942) est une universitaire américaine, professeure et responsable des études critiques au sein du département de théâtre et de cinéma à l’université de Californie à Los Angeles. 
Elle remporte un Prix Lambda Literary pour Split Britches : Lesbian Practice/Feminist Performance.

## Biographie

### Jeunesse et formation
Sue-Ellen Case naît en 1942[réf. nécessaire]. Elle étudie la musique au Conservatoire de l’université du Pacifique et obtient son bachelor et son master en arts à l’université d'État de San Francisco. Elle rejoint ensuite l’université de Californie à Berkeley où elle rédige une thèse de doctorat sur le théâtre allemand et principalement le dramaturge Heiner Müller,.
C'est lors de ses études qu’elle s’intéresse à la place des femmes dans le genre théâtral, notamment lorsqu’elle constate que les rôles féminins chez William Shakespeare et les auteurs grecs sont traditionnellement interprétés par des comédiens masculins.

### Carrière universitaire
Sue-Ellen Case est successivement « professeure invitée » à l’université de Warwick, à l'université de Stockholm et au Swarthmore College,. Elle obtient[Quand ?] une bourse à l’université nationale de Singapour dans le cadre du Programme Fulbright,. Elle est distinguished professor à l’université de Californie à Los Angeles. Elle cesse d’enseigner en 2016, mais continue son activité académique.
Dans le cadre de ses recherches, elle publie plus de 45 articles dans plusieurs journaux de référence : Theatre Journal, Modern Drama, differences et Theatre Research International.

## Thématiques de recherche
Après avoir écrit un premier ouvrage Feminism and Theatre en 1988, elle continue à publier sur les liens entre les théories féministes, queer et LGBT et leur représentation au théâtre.
Avec d’autres autrices comme Joan Nestle, elle s’exprime au sujet des modes de séduction lesbiennes (notamment butch-fem), de la politisation du lesbianisme et de la représentation des sexualités lesbiennes. Elle note aussi que les notions butch/fem peuvent être dévoyées ou détournées par certaines théoriciennes féministes trop hétéro-centrées.

## Distinctions
- 1996 : prix Lambda Literary dans la catégorie Drama pour Split Britches: Lesbian Practice/Feminist Performance[8],[9]
- 2007 : prix de l’American Society for Theatre Research (en) pour l’ensemble de sa carrière[2],[10]
- 2010 : prix d’excellence du Women and Theater Program[11]
- 2012 : prix de l'Association for Theatre in Higher Education (en) pour l’ensemble de sa carrière[2]

## Publications
- (en) Sue-Ellen Case, Feminism and Theatre, 1988 (ISBN 978-0416015010)
- (en) Sue-Ellen Case, « Towards a Butch-Femme Aesthetic », Discourse, vol. 11 « Body // Masquerade », no 1,‎ 1988, p. 55-73
- (en) Sue-Ellen Case (dir.), Performing Feminisms: Feminist Critical Theory and Theatre, 1990 (ISBN 978-0801839696)
- (en) Sue-Ellen Case, « Tracking the Vampire », differences,‎ 1991
  - au sujet de la représentation lesbienne au cinéma
- (en) Sue-Ellen Case (dir.), The Divided Home/Land: Contemporary German Women's Plays, University of Michigan Press, 1992 (ISBN 978-0472064069)[12]
- (en) Sue-Ellen Case, Seduced and Abandoned: Chicanas and Lesbians in Representation, Duke University Press, coll. « Negotiating Performance », 1994
- (en) Sue-Ellen Case, The Domain-Matrix: Performing Lesbian at the End of Print Culture, 1996 (ISBN 0253332265)
- (en) Sue-Ellen Case, « Making Butch: An Historical Memoir of the 1970s », dans Butch/Femme: Inside Lesbian Genders, Cassell Academic Press, 1998
  - réédité dans (en) Toward a Butch-Feminist Retro-Future, University of Wisconsin Press, 2000
- Elaine Aston (dir.) et Sue-Ellen Case (dir.), Staging International Feminisms, Palgrave Macmillan, 2007
- (en) Sue-Ellen Case, Feminist and Queer Performance: Critical Strategies, New York, Palgrave Macmillan, 2009, 240 p.[13]